# Olympische Winterspiele 1928/Teilnehmer (Kanada)
| Gelbes Symbol für Goldmedaillen mit stilisierten Olympischen Ringen | Graues Symbol für Silbermedaillen mit stilisierten Olympischen Ringen | Braundes Symbol für Bronzemedaillen mit stilisierten Olympischen Ringen |
| ------------------------------------------------------------------- | --------------------------------------------------------------------- | ----------------------------------------------------------------------- |
| 1                                                                   | —                                                                     | —                                                                       |

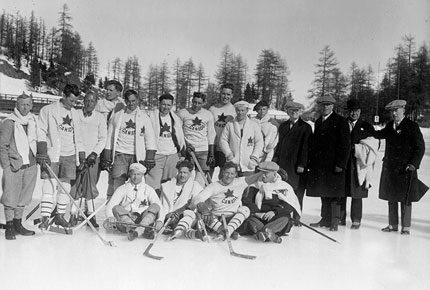
Das siegreiche kanadische Eishockeyteam

Kanada nahm an den II. Olympischen Winterspielen 1928 in St. Moritz mit einer Delegation von 23 Athleten teil.
| Sportart       | Sportler | Disziplin             | Platz | Bemerkung                          |
| -------------- | --- | --------------------- | ----- | ---------------------------------- |
| Eishockey      | Joseph Sullivan Ross Taylor John Porter (Kapitän) Louis Hudson David Trottier Norbert Mueller Hugh Plaxton Frank Sullivan Franklyn Fisher Herbert Plaxton Roger Plaxton Charles Delahaye | –                     | Gold  | Ein Team der University of Toronto |
| Eiskunstlauf   | John Eastwood | Herren                | 16    |                                    |
| Eiskunstlauf   | John Eastwood | Paarlauf              | 10    | zusammen mit Cecil Smith           |
| Eiskunstlauf   | Montgomery Wilson | Herren                | 12    |                                    |
| Eiskunstlauf   | Cecil Smith | Damen                 | 5     |                                    |
| Eiskunstlauf   | Cecil Smith | Paarlauf              | 10    | zusammen mit John Eastwood         |
| Eiskunstlauf   | Constance Wilson | Damen                 | 6     |                                    |
| Eisschnelllauf | Charles Gorman | 500 m                 | 7     |                                    |
| Eisschnelllauf | Charles Gorman | 1500 m                | 12    |                                    |
| Eisschnelllauf | Willy Logan | 500 m                 | 11    |                                    |
| Eisschnelllauf | Willy Logan | 1500 m                | 21    |                                    |
| Eisschnelllauf | Willy Logan | 5000 m                | 29    |                                    |
| Eisschnelllauf | Rosslyn Robinson | 500 m                 | 14    |                                    |
| Eisschnelllauf | Rosslyn Robinson | 1500 m                | 17    |                                    |
| Eisschnelllauf | Rosslyn Robinson | 5000 m                | 22    |                                    |
| Ski nordisch   | William Thompson | 18-km-Langlauf        | 38    |                                    |
| Ski nordisch   | William Thompson | Nordische Kombination | dnf   |                                    |
| Ski nordisch   | Merritt Putman | 18-km-Langlauf        | 41    |                                    |
| Ski nordisch   | Merritt Putman | Nordische Kombination | 27    |                                    |
| Ski nordisch   | Gerald Dupuis | Spezialsprunglauf     | 16    |                                    |